# Lawang Agung (Muaradua Kisam)
Lawang Agung is een bestuurslaag in het regentschap Ogan Komering Ulu Selatan van de provincie Zuid-Sumatra, Indonesië. Lawang Agung telt 1101 inwoners (volkstelling 2010).